# Archidiecezja Detroit
Archidiecezja Detroit (łac. Archidioecesis Detroitensis, ang. Archdiocese of Detroit) – rzymskokatolicka archidiecezja metropolitalna ze stolicą w Detroit, w stanie Michigan, Stany Zjednoczone.
Katedrą metropolitalną jest Katedra Najświętszego Sakramentu w Detroit.
Archidiecezja znajduje się w regionie VI (OH, MI) i obejmuje terytorialnie hrabstwa Lapeer, Macomb, Monroe, Oakland, St. Clair i Wayne w stanie Michigan.
Diecezja została podniesiona do rangi archidiecezji 22 maja 1937.
Parafia św. Anny w Detroit, powołana 26 lipca 1701, jest drugą pod względem czasu istnienia parafią w Stanach Zjednoczonych.
Ponadto, w roku 2000 archidiecezja przyjęła odpowiedzialność za Kościół rzymskokatolicki na Kajmanach, który obejmuje parafię św. Ignacego na Grand Cayman.

## Historia
Chociaż formalnie diecezja istnieje od 1833, historia katolików w Detroit sięga 1701, kiedy Antoine de la Mothe Cadillac przyprowadził grupę francuskich handlarzy, w towarzystwie dwóch kapłanów, na brzeg Detroit River. Tam założono pierwszy kościół katolicki. Kościół ów, pw. św. Anny w Detroit, nadal istnieje. 
Diecezja Detroit został założona 8 marca 1833, a pierwszym jej biskupem został Fryderyk Rese. W tym czasie obejmowała ona terytoria późniejszych stanów: Michigan, Wisconsin, Minnesoty, Dakoty Północnej i Dakoty Południowej do rzeki Missouri.
Syn polskich imigrantów z Prus ks. John Alojzy Lemke, urodzony w Detroit 10 lutego 1866, był pierwszym kapłanem katolickim polskiego pochodzenia wyświęconym w Ameryce. Został ochrzczony w kościele St. Mary (1843), na rogu St. Antoine i Croghan (Monroe St), 18 lutego 1866. Ukończył szkołę podstawową przy St. Albertus Roman Catholic Church, a następnie studiował w Detroit College, który obecnie nosi nazwę University of Detroit Mercy, gdzie otrzymał licencjat w 1884, a następnie, po ukończeniu St. Mary w Baltimore, ukończył studia teologiczne w Seminarium św. Franciszka w Monroe, Michigan i został wyświęcony przez biskupa Jana Samuela Foleya w 1889. Jako drugie imię dodał imię z bierzmowania, Alojzy.

## Sufraganie
Arcybiskup Detroit jest również metropolitą Detroit.
1. Diecezja Gaylord
2. Diecezja Grand Rapids
3. Diecezja Kalamazoo
4. Diecezja Lansing
5. Diecezja Marquette
6. Diecezja Saginaw

## Ordynariusze
- Frederick Conrad Rese (1833-1871)
- Henryk Borgess Caspar (1871-1887)
- Jan Samuel Foley (1888-1918)
- Michael James Gallagher (18 lipca 1918 – 20 stycznia 1937)
- Kardynał Edward Mooney (31 maja 1937 – 25 października 1958)
- Kardynał John Francis Dearden (18 grudnia 1958 – 15 lipca 1980)
- Kardynał Edmund Szoka (21 marca 1981 – 28 kwietnia 1990)
- Kardynał Adam Maida (12 czerwca 1990 – 5 stycznia 2009)
- abp Allen Vigneron (28 stycznia 2009 - 11 lutego 2025)
- abp Edward Weisenburger (od 2025)

### Biskupi pomocniczy
- abp Paul Russell
- bp Arturo Cepeda
- bp Robert Fisher
- bp Jeffrey Monforton

## Szkoły

### Uniwersytety
- Madonna University
- Marygrove College
- Sacred Heart Major Seminary
- University of Detroit Mercy

## Parafie
Parafie archidiecezji opisane na Wikipedii:
- Parafia św. Jacka w Detroit
- Parafia Świętych Apostołów Piotra i Pawła w Detroit
- Parafia Przemienienia Pańskiego w Detroit
- Parafia św. Wojciecha w Detroit
- Parafia św. Floriana w Hamtramck
- Parafia Matki Bożej Królowej Apostołów w Hamtramck
- Parafia św. Władysława w Hamtramck
- Parafia Matki Boskiej Częstochowskiej w Sterling Heights
- Parafia Matki Bożej Szkaplerznej w Wyandotte